# 푸르키네 효과
푸르키네 효과(Purkinje Phenomenon, Purkinje effect)는 19세기 체코의 생리학자인 얀 에반겔리스타 푸르키네의 해명에서 이름이 붙여진, 시감도가 어긋나는 현상이다.
색은 망막의 시세포로 감지하고 있지만, 밝은 장소에서는 빨강이 선명하게 먼 곳까지 보이고 파랑은 거무스름해져 보인다. 한편, 어두운 장소에서는 파랑이 선명하게 먼 곳까지 보이는데 비해, 빨강은 거무스름해져 보인다. 이는 간상이라 불리는 시세포의 기능에 의한 것으로, 사람의 눈은 어두워질수록 푸른색에 민감하게 된다.
방범을 위해서 활용하는 움직임도 볼 수 있다. 일본 나라현 경찰은 영국의 글래스고의 방범 대책을 모방해(다만, 글래스고에서는 당초 경관 개선을 위해서 도입됨), 나라시에서 청색 가로등을 도입해 일정한 효과를 주었기 때문에, 나라 시 이외에도 덴리시, 이코마시 등 현 북부의 도시를 중심으로 도입을 진행시키고 있다. 현재는 효고 현에도 다수 채용되고 있다.

## 같이 보기
- 시신경
- 시각
- 시감도(視感度)
- 암순응(Dark Adaptation)
- 크루이토프 곡선(Kruithof curve)